# آنجلو وراتو
آنجلو وراتو (ایتالیایی: Angelo Varetto; ۱۰ اکتبر ۱۹۱۰ – ۸ اکتبر ۲۰۰۱) دوچرخه‌سوار اهل ایتالیا بود.